# أكسل مولر
أكسل مولر (بالسويدية: Axel Möller)‏ (و. 1830 – 1896 م) هو عالم فلك من السويد. كان عضوًا في الأكاديمية الملكية السويدية للعلوم.
توفي عن عمر يناهز 66 عاماً.

## مناصب وهيئات
أدار جامعة لوند.